# セフキノム
セフキノム（英: cefquinome）とはセフェム系抗生物質の一つ。ウシの肺炎や、ブタやウシの乳房炎の治療に使用される動物用医薬品。分子式C23H26N6O9S3、分子量626.7。